# NGC 1648
NGC 1648 في الفهرس العام الجديد، هي مجرة، تقع في كوكبة النهر. اكتشفت في 29 ديسمبر 1885 بواسطة لويس سويفت.

## روابط خارجية
- NGC 1648 على موقع ويكي سكاي: DSS2, SDSS, GALEX, IRAS, Hydrogen α, X-Ray, Astrophoto, Sky Map, Articles and images